# Goupille bêta

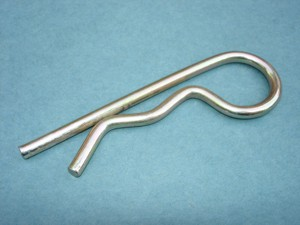
Une goupille bêta.

Une goupille bêta est une épingle faite d'un matériau élastique, généralement du fil métallique durci, dont la forme ressemble à celle de la lettre grecque β.
Il en existe des variantes goupilles double ou de sécurité.
Elle est appelée R-clip en anglais en raison de sa ressemblance avec la lettre « R ».